# Alfonsina y el mar (zamba)
«Alfonsina y el mar» es una zamba compuesta por el pianista argentino Ariel Ramírez y el escritor Félix Luna, publicada por primera vez en el disco de Mercedes Sosa Mujeres argentinas (1969). 
La canción fue publicada en formato de simple de 33 1/3 por Philips en 1969. El lado A incluía Alfonsina y el mar mientras que el lado B incluía el aire de cueca norteña Juana Azurduy, también perteneciente al álbum Mujeres argentinas.
Es, probablemente, uno de los mayores exponentes del folclore y la música popular argentina, y un clásico del cancionero latinoamericano. Ha sido interpretada por innumerables artistas, de diversos géneros.

## Letra
La canción es un homenaje a la poeta de la misma nacionalidad, Alfonsina Storni, que se suicidó en 1938 en Mar del Plata, saltando al agua desde una escollera, aunque, según la canción, se internó lentamente en el mar. Esta conexión ha originado un rumor muy extendido pero erróneo, según el cual la letra de la canción fue originalmente la carta de suicidio de la poetisa, musicalizada más tarde por los autores de la zamba.
Aunque Ariel Ramírez no conoció directamente a la poetisa, esta fue alumna de su padre, Zenón Ramírez, quien transmitió a su hijo el drama de Alfonsina Storni.

Por la blanda arena que lame el mar

su pequeña huella no vuelve más,

un sendero solo de pena y silencio llegó

hasta el agua profunda.

Un sendero solo de penas mudas llegó

hasta la espuma.

Sabe Dios qué angustia te acompañó,

qué dolores viejos calló tu voz

para recostarte arrullada en el canto

de las caracolas marinas.

La canción que canta en el fondo oscuro del mar

la caracola.

Te vas, Alfonsina, con tu soledad,

¿qué poemas nuevos fuiste a buscar?

Una voz antigua de viento y de sal

te requiebra el alma y la está llevando

y te vas hacia allá como en sueños,

dormida, Alfonsina, vestida de mar.

Cinco sirenitas te llevarán

por caminos de algas y de coral

y fosforescentes caballos marinos harán

una ronda a tu lado.

Y los habitantes del agua van a jugar

pronto a tu lado.

Bájame la lámpara un poco más,

déjame que duerma nodriza en paz

y si llama él no le digas que estoy,

dile que Alfonsina no vuelve.

Y si llama él no le digas nunca que estoy,

di que me he ido.

## Otras versiones
Es una canción muy popular en todo el mundo hispanohablante, que ha sido grabada e interpretada por varios cantantes de renombre, entre los que destacan:
| - Mercedes Sosa - Soledad Bravo - Andrés Calamaro - Los Ángeles Negros - Miguel Bosé - Pelageya - Ane Brun - Anna Luna - Avishai Cohen - Carlos Vallejos - Claudia Acuña - Chava Alberstein - Cazzu - Ainhoa Arteta - Sergio Ávila - Cristina Branco - Ane Brun - Javier Calamaro - Michel Camilo - Celeste Carballo - Mirla Castellanos - Los Chalchaleros - Avishai Cohen - Alberto Cortez - Diego El Cigala - Sofia Danesi - Plácido Domingo - Roland Dyens - Rodulfo "Fito" Escobar - Gabriel Estarellas | - Lara Fabián - Rolando Villazón - Antonio Machín - Nicolás Manservigi - Mayra Martí - Vicente Fernández - Francesca Gagnon - Lucho Gatica - Chabuca Granda - Pedro Guerra - Ginamaría Hidalgo - Inti Illimani - María Jiménez - Kaliopi - Alfredo Kraus - Tania Libertad - Maurane - Pandora - Manuel Mijares - María José Montiel - Marilia Monzón - Lila Morillo - Nana Mouskouri - Bárbara Padilla - Los Panchos - Silvia Pérez Cruz - Katia Guerreiro - Sergio Mella - Dulce Pontes - Ismael Serrano | - Carlos Portela - Lídia Pujol - Danny Rivera - Amaia Romero - Los Sabandeños - Luis Salinas - Paloma San Basilio - Sergio y Estíbaliz - Jesús Sevillano - Shakira - Simone - Franco Simone - Patricia Sosa - La Rosalía - María José Suárez Castro - Los Tucu Tucu - Elberth Vargas con Erick Alvarez - Pasión Vega con José Carreras - Lucha Villa - Davinia Cuevas - Dave Zulueta - Jenny Beaujean - Esti Markez y Mikel Markez - Raphael (cantante) - Natalia Lafourcade - Manu Dibango - Olivia Ruiz - Virginia Maestro - Philippe Jaroussky - Richard Bona - Maggie Cullen - Rita Payés Roma y Elisabeth Roma - María Cristina Plata |

## Alfonsina y el mar (película)
En Chile en 2012 se filmó la película italiana Alfonsina y el mar, dirigida por Davide Sordella y protagonizada por Lucía Bosé ―madre del famoso cantante Miguel Bosé― y la actriz y cantante peruana Magaly Solier.